# 弗洛雷萨
弗洛雷萨（法語：Floressas）是法国洛特省的一个市镇，属于卡奥尔区（Cahors）皮伊莱韦屈埃县（Puy-l'Évêque）。该市镇总面积13.84平方公里，2009年时的人口为151人。

## 人口
弗洛雷萨人口变化图示